# Muricella englemani
Muricella englemani is een zachte koraalsoort uit de familie Acanthogorgiidae. De koraalsoort komt uit het geslacht Muricella. Muricella englemani werd in 1949 voor het eerst wetenschappelijk beschreven door Bayer. 